# 藤吉次郎
藤吉 次郎（ふじよし じろう、1947年6月21日 - 2023年4月3日）は、神奈川県鎌倉市出身のアナウンサー。血液型はA型。メディアプロデュース所属。

## 来歴・人物
1971年に立教大学経済学部卒業後、東京12チャンネル（1981年より、テレビ東京）へ入社。同期に小倉智昭がいる。入社以来スポーツ実況を担当。1980年代には『ワールドビッグテニス』を担当、全豪オープンや全仏オープンも実況するなど、テニス中継の実況を務めた。1984年にはロサンゼルスオリンピック閉会式の実況を民放代表として務めた。2000年にアナウンス職を離れ、2003年からは4年半にわたり番組プロデューサーを務めた。
2007年6月にテレビ東京を定年退職後はフリーアナウンサーとなり、主にテニスの実況を担当していた。
2023年4月3日、間質性肺炎のため死去。75歳没。

## 主な出演番組

### テレビ東京在社時
- 激生!スポーツTODAY
- サンデースポーツアワー
- プロ野球中継
- ワールドビッグテニス

### テレビ東京退社後
- デビスカップ決勝（J SPORTS）
- 全豪オープン（WOWOW）
- 世界フィギュアスケート選手権（J SPORTS）